# Membrane polymère
Une membrane polymère est une membrane constituée d'une interphase de polymère et dotée d'une perméabilité sélective à certaines espèces chimiques. Ces membranes sont utilisées pour la séparation des gaz et des liquides.

## Applications
Les principales applications de ces membranes sont : séparation dioxygène-diazote, suppression de composés organiques, dessalement de l'eau de mer et enrichissement du gaz naturel.

## Compositions
Les membranes polymères les plus utilisées sont en polyamides aromatiques, cellulose régénérée, polyimides, polysulfones, polydiméthylsiloxane et esters de cellulose (acétates de cellulose, nitrates de cellulose, etc.).

## Mécanisme
Le fonctionnement des membranes polymères repose sur divers mécanismes ; la diffusion Knudsen et la diffusion en solution sont les plus courants[réf. souhaitée].
Dans le cas de solutions aqueuses, l'eau traverse la membrane par perméance. L'eau s'infiltre d'abord par adsorption dans la paroi interne de la membrane ; les molécules d'eau diffusent par la suite dans toute la paroi. Finalement, la désorption d'eau survient au niveau de la paroi externe. Le haut degré de perméance des membranes polymères est attribuable aux vitesses élevées d'adsorption et de diffusion de l'eau à travers la membrane.